# شابة
شابة، قرية رئيسية تابعة لمركز دسوق التابع لمحافظة كفر الشيخ في جمهورية مصر العربية.

## التاريخ
قرية شابة من القرى القديمة، واسمها الأصلي وقت الفتح الإسلامي لمصر شيبي (بالإنجليزية: Chebi)‏، وقد وردت باسم شابة في أعمال الغربية ضمن قرى الروك الصلاحي التي أحصاها ابن مماتي في كتاب قوانين الدواوين، كما وردت باسم شابة في أعمال الغربية ضمن قرى الروك الناصري التي أحصاها ابن الجيعان في كتاب «التحفة السنية بأسماء البلاد المصرية». وفي العصر العثماني كان اسمها في تربيع سنة 933هـ/1527م الذي أجراه الوالي العثماني سليمان باشا الخادم في عصر السلطان العثماني سليمان القانوني شابة ضمن قرى ولاية الغربية، وفي تاريخ 1228هـ/1813م الذي عدّ قرى مصر بعد المسح الذي قام به محمد علي باشا باسم شابة ضمن قرى مديرية الغربية.

## الوحدة المحلية بقرية شابة
القرية الرئيسية هي قرية شابة، ويتبعها قريتان فرعيتان و38 كفر ونجع:
- شابة
- كفر أبو زيادة
- الشباسية

## توابع القرية
يتبعها 27 كفر ونجع، وهم:
1. الكرادوة.
2. أبو دبوس.
3. الثمانين.
4. القزاز.
5. عبد اللاه.
6. نصر الدين.
7. زغلول.
8. الإصلاح.
9. عبد اللطيف محرم.
10. أبو العينين.
11. أحمد أبو حسين.
12. أبو عيطة.
13. القزعة.
14. إبراهيم أبو حامد.
15. عطية علي عمر.
16. مقطع الخشب.
17. البستاوي.
18. الشوكة.
19. رزق حسين.
20. النجار.
21. ثابت.
22. الأرناؤوطي.
23. الخروع.
24. الجمايلة.
25. محمود عبد الملك.
26. رجب.
27. الجربة.

## السكان
بلغ عدد سكان شابة 16,919 نسمة، حسب الإحصاء الرسمي لعام 2006، منهم 8,479 ذكر و8,440 أنثى.